# Sannicola
Sannicola là một đô thị và thị xã của Ý. Đô thị này thuộc tỉnh Lecce trong vùng Apulia. Sannicola có diện tích 27 km2, dân số theo ước tính năm 2005 của Viện thống kê quốc gia Ý là 5924 người. 
Các đơn vị dân cư: Chiesanuova, Lido Conchiglie, San Simone
Đô thị Sannicola giáp với các đô thị: